# Бубенин, Виталий Дмитриевич
Вита́лий Дми́триевич Бубе́нин (род. 11 июля 1939 года, Николаевск-на-Амуре) — советский и российский военнослужащий пограничных войск, Герой Советского Союза (21.03.1969). Первый командир спецподразделения «Альфа» (1974—1977). Генерал-майор (1989).

## Биография
В школьном возрасте начал охотиться.
Окончил 10 классов в 1957 году, учился в Хабаровском техническом училище № 2, работал слесарем по ремонту промышленного оборудования на заводе «Дальэнергомаш» в Хабаровске. 
В пограничных войсках с 1961 года. Окончил Алма-Атинское высшее командное пограничное училище. Член КПСС с 1968 года.
С 1966 года — заместитель начальника заставы «Нижне-Михайловка» в 57-м Уссурийском пограничном отряде Тихоокеанского пограничного округа. С 1967 года — начальник погранзаставы «Кулебякины сопки». 
Во время советско-китайского вооружённого конфликта на острове Даманский был начальником 1-й пограничной заставы «Кулебякины сопки» 57-го Иманского пограничного отряда Тихоокеанского пограничного округа, пришёл на подмогу воинам соседней заставы, раненый и контуженный руководил боем. 1 марта 1969 года во время обстрела позиций пограничников из пулемётов, гранатомётов и миномётов был контужен близким разрывом миномётной мины, однако сумел добраться до бронетранспортёра и использовал БТР для контратаки китайских сил с севера. В ходе контратаки вёл огонь по противнику из крупнокалиберного пулемёта и принял решение о выходе из боя после израсходования всех патронов. Во время отхода БТР был повреждён огнём противника, а Бубенин - ранен в ноги осколком мины, однако поле боя не покинул. Во время следующей контратаки (на другом бронетранспортёре)  был ранен в третий раз.
Указом Президиума Верховного Совета СССР от 21 марта 1969 года за проявленное мужество, умелое проведение операции по охране государственной границы Бубенину В. Д. было присвоено звание Героя Советского Союза с вручением ордена Ленина и медали «Золотая Звезда» (№ 10718).
После лечения в госпитале поступил в Военно-политическую академию имени В. И. Ленина, окончив её в 1973 году, служил в Выборге, потом в Заполярье на должности заместителя начальника политотдела 100-го Никельского погранотряда Северо-Западного пограничного округа. 
5 сентября 1974 года по личному распоряжению Председателя КГБ СССР Ю. В. Андропова назначен командиром Группы «А». 29 апреля 1977 года по собственному желанию вернулся в погранвойска и был назначен начальником политотдела 60-го Виленско-Курильского погранотряда, с 1979 года — заместитель начальник политотдела Камчатского пограничного округа. В 1981—1983 годах служил в должности заместителя начальника оперативно-войскового отдела войск Среднеазиатского пограничного округа, принимал участие в афганской войне.
В 1983—1985 годах учился в Академии общественных наук при ЦК КПСС. С 1985 года — начальник 2-го отдела в Политуправлении Главного управления пограничных войск КГБ СССР. С 1987 по 1989 годы — заместитель начальника округа — начальник политотдела и член Военного совета Прибалтийского пограничного округа.
В 1989—1991 годах — заместитель командующего Северо-Восточным пограничным округом, а в 1991—1993 годах — заместитель командующего Дальневосточным пограничным округом.
В 1993 году указом Президента Российской Федерации был назначен первым начальником (1993—1995) Хабаровского пограничного института ФПС России.
В конце июня 1995 года вышел в отставку в звании генерал-майора.
Имеет боевые ранения.
Депутат Хабаровской краевой Думы (1994—1997).
Автор книги «Кровавый снег Даманского». Лауреат литературной премии «Золотое перо границы» (2005 год). Почётный член краевой общественной организации «Ассоциация ветеранов подразделения антитеррора «Альфа-Краснодар».
К 75-летию Бубенина Первый канал показал в вечернем новостном эфире юбилейный телесюжет, в котором Бубенин поделился воспоминаниями о неизвестных прежде подробностях известных событий. По данным на февраль 2015 года проживал в городе Сочи Краснодарского края.

## Награды
- Герой Советского Союза
- Орден Ленина,
- Орден Красного Знамени,
- Орден «За службу Родине в Вооружённых Силах СССР» III степени,
- Медаль «За отличие в охране государственной границы СССР»,
- Ряд медалей СССР и России, в том числе ведомственные медали,
- «Почётный сотрудник КГБ СССР» — звание присвоено за успешное руководство подразделением спецназа «Альфа».

## Сочинения
- Бубенин В. Д. Кровавый снег Даманского: события 1966-1969 гг. — М.: Граница; Жуковский: Кучково поле, 2004. — 189 с. — (Военные мемуары).; ISBN 5-86090-086-4.[7]
- Бубенин В. Д. Не оборвать нить памяти: художественно-биографическая повесть о жизни, долге и судьбе. — М.: Delibri, 2019. — 323 с.; ISBN 978-5-4491-0316-1.